# Arachis villosa
Arachis villosa är en ärtväxtart som beskrevs av George Bentham. Arachis villosa ingår i släktet jordnötter, och familjen ärtväxter. Inga underarter finns listade i Catalogue of Life.